# Gary Glitter

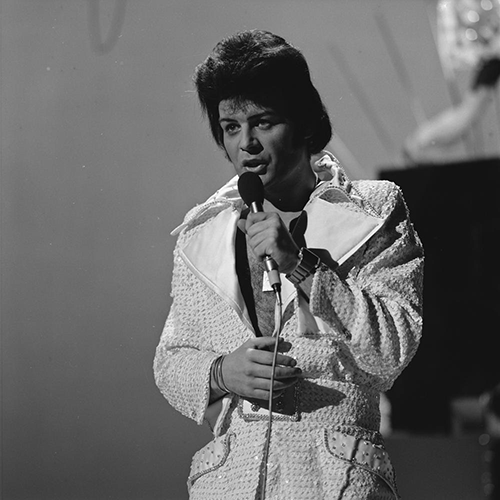
Gary Glitter, 1974

Gary Glitter (* 8. Mai 1944 in Banbury, Oxfordshire als Paul Francis Gadd) ist ein britischer Glam-Rock-Sänger. Seine größten Erfolge als Musiker feierte er in den 1970ern. Für Aufmerksamkeit sorgten Untersuchungen wegen sexuellen Missbrauchs von Kindern gegen ihn. Er wurde für diese Straftaten 2015 zu einer langjährigen Haftstrafe verurteilt.

## Leben
Bereits als Teenager trat Glitter in verschiedenen Londoner Clubs auf. 1960 erschien seine erste Single Alone in the Night unter dem Namen Paul Raven. Der Erfolg blieb jedoch aus.
1965 trat Glitter der Mike Leander Show Band bei, deren Frontmann Mike Leander später die Texte für sämtliche Hits von Glitter schrieb. Nach der Auflösung der Band gründete Glitter Boston International (später The Bostons). Unter verschiedenen Namen veröffentlichte er weiter Soloaufnahmen, etwa als Paul Monday, Paul Raven oder Rubber Bucket.
Glitter wandte sich dem Glam Rock zu und unterstützte so ein Fortleben des Rock ’n’ Roll in den 1970er Jahren. Fortan als Gary Glitter nahm er das 5-minütige Stück Rock and Roll auf, welches schließlich in zwei Teilen veröffentlicht wurde, Rock and Roll (Part 1) und Rock and Roll (Part 2). Seine pompösen Auftritte in der Pose des Rockstars, mit bis zum Bauchnabel offen getragenem, mit Pailletten bestickten Hemd und breiten Koteletten wirkten häufig wie eine Persiflage auf Elvis Presley. Glitters Erfolg überstieg sämtliche Erwartungen und machte ihn für viele zum Inbegriff des Glam Rock. Es folgten weitere Hits im gleichen Stil, etwa Do You Wanna Touch Me? (Oh Yeah!), I’m the Leader of the Gang (I Am!), I Love You Love Me Love, Always Yours und Oh Yes! You’re Beautiful sowie die beiden Alben Glitter und Touch Me.
Unter dem Namen Paul Raven ist er auch auf der Original-LP des Musicals Jesus Christ Superstar sowie der Original-LP des Musicals Hair vertreten.
Glitters Begleitband, The Glitter Band, produzierte ebenfalls eine Reihe von Hits ohne ihren Frontmann, darunter Angel Face, Let’s Get Together Again und People Like You, People Like Me. Glitter selbst legte 1976 eine Pause ein, kam aber Ende 1977 mit It Takes All Night Long und dem Album Silver Star zurück in die Charts.
In den 1980er Jahren wirkte Glitter in The Rocky Horror Show in Neuseeland mit. Der selbst geschaffenen Rolle als Pausenclown wurde er – kommerziell nicht mehr besonders erfolgreich – mit verschiedenen Auftritten im Fernsehen gerecht. Selbstironie bewies der in die Jahre gekommene Rockstar auch, als er sich unter dem Slogan „Try It Again!“ (dt.: „Versuch es noch einmal!“) mit Gurkenmaske für eine Werbekampagne der britischen Bahngesellschaft für deren Juniorenticket ablichten ließ.
Anfang der 1990er hatte er noch einen bescheidenen Hit mit einer Coverversion von The House of the Rising Sun. Bis 1997 ging Glitter regelmäßig auf Tournee, die Konzerte waren meist gut besucht.
1996 verletzte Glitter bei einer Probe zu einem Konzert im Londoner Hyde Park versehentlich The-Who-Frontmann Roger Daltrey schwer am Auge. Folgen davon sind für Daltrey bis in die Gegenwart spürbar.
1999 war er mit einer Urheberrechtsklage gegen die Popband Oasis erfolgreich, die für ihr Stück Hello von 1995 Teile seines 1973 veröffentlichten Liedes Hello! Hello! I’m Back Again verwendet hatten. Nach einer ersten Zahlung wird er seitdem regelmäßig an den Verkaufserlösen des Oasis-Titels beteiligt.

## Kindesmissbrauch
Am 18. November 1997 wurde auf seinem Laptop, den er zur Reparatur gegeben hatte, kinderpornografisches Material gefunden. Er wurde angeklagt und zu vier Monaten Gefängnis verurteilt. Als Konsequenz wurde sein Auftritt im Film Spiceworld – Der Film herausgeschnitten.
Nach seiner Entlassung zog Glitter zunächst nach Spanien. Als sein dortiger Aufenthaltsort durch die Presse bekannt gemacht wurde, wollte er 2000 nach Kuba ziehen, was jedoch scheiterte, da sein Name und sein Foto zuvor an die kubanischen Behörden weitergegeben worden waren. 2001 veröffentlichte Glitter mit On ein neues Album, bestehend aus Material, das vor seiner Inhaftierung geschrieben worden war. Auf der Flucht vor der Presse zog er nach Kambodscha, wo er jedoch 2002 wegen des Verdachts des Kindesmissbrauchs ausgewiesen wurde.
Nach der Vernehmung einer 15-Jährigen, die mit Glitter in einem Zimmer angetroffen worden war, wurde er im November 2005 beim Versuch der Ausreise wegen des Verdachts des Missbrauchs Minderjähriger in Vietnam festgenommen. Mit dem Mädchen habe er in eheähnlicher Gemeinschaft gelebt und darüber hinaus ein weiteres Kind missbraucht.
In der vietnamesischen Gesetzgebung ist als Strafe für Kindesmissbrauch und Sex mit Minderjährigen die Todesstrafe festgelegt. Im Januar 2006 wurde Glitter angeklagt, Unzucht mit zwei Mädchen im Alter von zehn und elf Jahren begangen zu haben. Die Akten dieses Verfahrens belegen, dass nach Zahlung von je 2000 US-Dollar an die Eltern der Anklagepunkt von Sex mit Minderjährigen auf unsittliche Berührung herabgestuft wurde. Ein vietnamesisches Gericht verurteilte ihn am 3. März 2006 nach zweitägiger, nichtöffentlicher Verhandlung zu drei Jahren Haft und anschließender Abschiebung. Glitter selbst hatte seine Unschuld beteuert und das Verfahren als eine Verschwörung bezeichnet. Später wurde seine Haftstrafe um drei Monate reduziert. Am 2. August 2008 wurde Glitter aus dem Gefängnis entlassen und am 22. August 2008 nach Großbritannien abgeschoben, nachdem ihm Thailand und China die von ihm beantragte Einreise verweigert hatten. Er zählte danach in Großbritannien zu den registrierten Sexualstraftätern und musste unter strengen Auflagen leben.

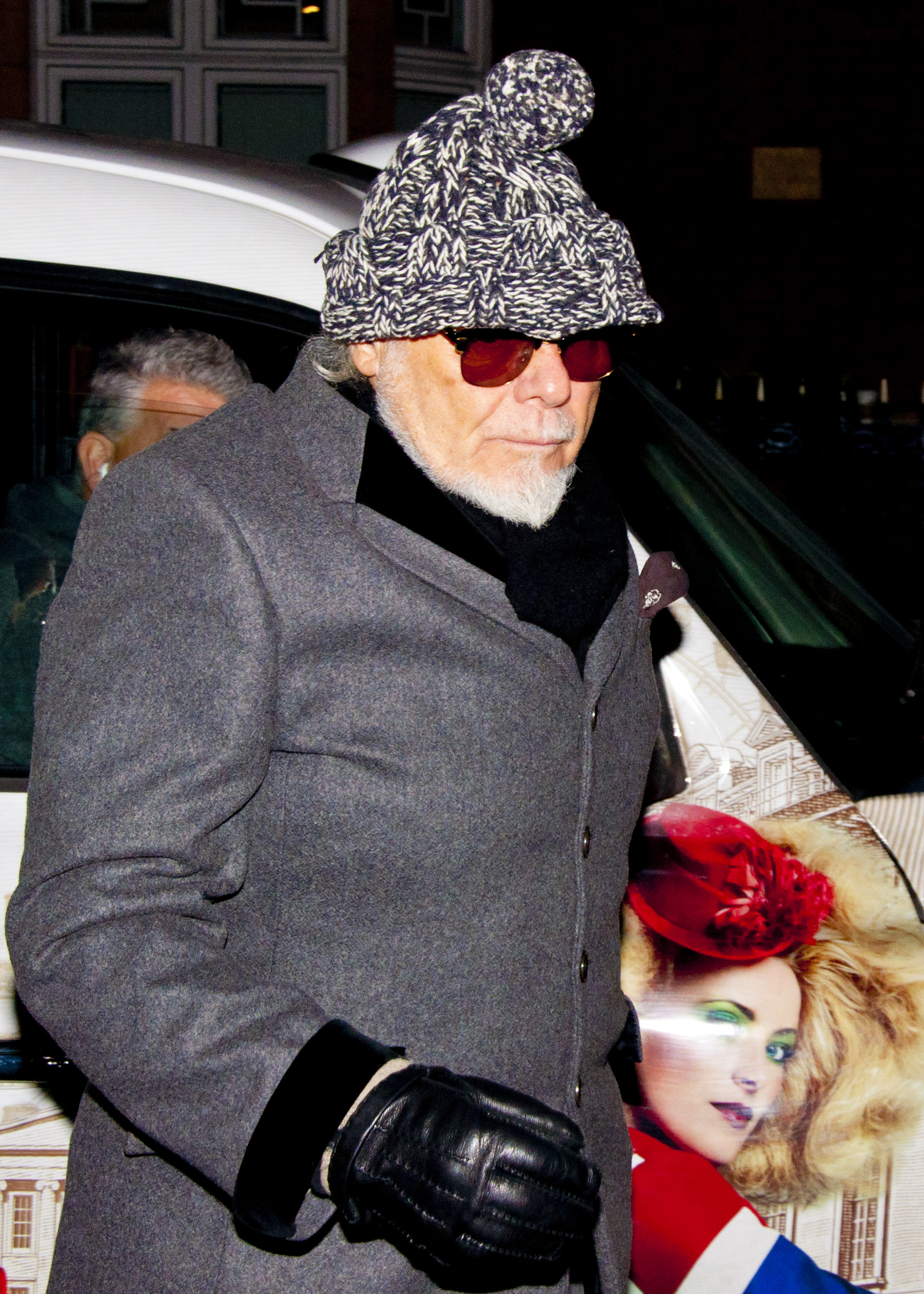
Gary Glitter, 2012

Am 28. Oktober 2012 wurde Glitter im Zusammenhang mit dem Kindesmissbrauchsskandal um den verstorbenen BBC-Moderator Jimmy Savile festgenommen („Operation Yewtree“), kam jedoch gegen Kaution zunächst wieder auf freien Fuß.
Beim Abschluss der polizeilichen Untersuchungen im Juni 2014 stand Glitter für die Ermittler in Zusammenhang mit acht Sexualdelikten gegenüber zwei minderjährigen Mädchen in den Jahren 1977 bis 1980. Im Januar 2015 begann der Prozess gegen den Musiker. Glitter wurde verschiedener sexueller Vergehen gegen Minderjährige angeklagt, darunter sieben Fälle unzüchtiger Handlungen und ein versuchter Missbrauch. Am 5. Februar 2015 wurde er schuldig gesprochen und am 27. Februar zu 16 Jahren Gefängnis verurteilt. 2018 wurde er ins speziell für Sexualstraftäter vorgesehene Gefängnis The Verne auf der Isle of Portland verlegt. Nach etwa der Hälfte seiner zu verbüßenden Haftstrafe kam er im Februar 2023 frei, musste jedoch nach fünf Wochen wegen „Verstoß gegen Bewährungsauflagen“ zurück ins Gefängnis. Zwei Gnadengesuche (Parole Board bid) wurden im Februar 2024 und im Juni 2025 abgelehnt.

## Sonstiges
Im März 2011 erreichte sein Hit Do You Wanna Touch Me? (Oh Yeah!) in einer Version der US-amerikanischen Schauspielerin Gwyneth Paltrow erneut Platz eins der australischen Charts.

## Diskografie
Studioalben

| Jahr | Titel    | Höchstplatzierung, Gesamtwochen, AuszeichnungChartplatzierungen (Jahr, Titel, Platzierungen, Wochen, Auszeichnungen, Anmerkungen) | Höchstplatzierung, Gesamtwochen, AuszeichnungChartplatzierungen (Jahr, Titel, Platzierungen, Wochen, Auszeichnungen, Anmerkungen) | Höchstplatzierung, Gesamtwochen, AuszeichnungChartplatzierungen (Jahr, Titel, Platzierungen, Wochen, Auszeichnungen, Anmerkungen) | Höchstplatzierung, Gesamtwochen, AuszeichnungChartplatzierungen (Jahr, Titel, Platzierungen, Wochen, Auszeichnungen, Anmerkungen) | Höchstplatzierung, Gesamtwochen, AuszeichnungChartplatzierungen (Jahr, Titel, Platzierungen, Wochen, Auszeichnungen, Anmerkungen) | Anmerkungen                                                |
| Jahr | Titel    | DE | AT | CH | UK | US | Anmerkungen                                                |
| ---- | -------- | --- | --- | --- | --- | --- | ---------------------------------------------------------- |
| 1972 | Glitter  | DE36 (4 Wo.)DE | — | — | UK8 (40 Wo.)UK | US186 (8 Wo.)US | Erstveröffentlichung: 3. März 1972 Produzent: Mike Leander |
| 1973 | Touch Me | DE21 (28 Wo.)DE | — | — | UK2 Silber · (33 Wo.)UK | — | Erstveröffentlichung: 1. Juni 1973 Produzent: Mike Leander |

grau schraffiert: keine Chartdaten aus diesem Jahr verfügbar
Weitere Alben
- 1975: G. G. (UK: Silber)
- 1977: Silver Star
- 1980: The Leader
- 1984: Boys Will Be Boys
- 1991: Leader II
- 2001: On
- 2013: Wild Horses (2 CDs)